# Çiğdem Öztoprak
Çiğdem Öztoprak est une ancienne joueuse de volley-ball turque née le 6 août 1983 à Mersin. Elle mesure 1,83 m et jouait au poste de réceptionneuse-attaquante. 

## Clubs
| Club               | De        | À         |
| ------------------ | --------- | --------- |
| Karşıyaka İzmir    | 1999-2000 | 2001-2002 |
| Emlak TOKİ Ankara  | 2005-2006 | 2006-2007 |
| Gazi Üniversitesi  | 2007-2008 | 2008-2009 |
| Emlak TOKİ Ankara  | 2009-2010 | 2009-2010 |
| MKE Ankaragücü     | 2010-2011 | 2010-2011 |
| Bor Belediye Niğde | 2012-2013 | 2012-2013 |
| Ataşehir BSK       | 2013-2014 | 2013-2014 |
| Rota Koleji İzmir  | 2014-2015 | 2014-2015 |
| Alaşehir Belediye  | 2015-2016 | 2015-2016 |